# Unione Sportiva Salernitana 1964-1965
Questa pagina raccoglie i dati riguardanti l'Unione Sportiva Salernitana nelle competizioni ufficiali della stagione 1964-1965.

## Stagione
La Salernitana 1964-65 viene allestita dall'assessore Scozia nel ruolo di commissario straordinario, tra le numerose difficoltà economiche della società. In panchina viene riconfermato Rudy Hiden, e nel frattempo, a campionato in corso la famiglia Gagliardi, nella persona di Michele, fratello dell'ex Pasquale diventa il nuovo presidente del club.
Se inizialmente i campani salgono in vetta alla classifica dopo le prime quattro giornate, un calo di rendimento provoca l'esonero di Hiden e l'arrivo di Riccardo Carapellese. Il cambio di allenatore però risulta controproducente, e dunque in panchina viene richiamato Hiden che all'ultima giornata riesce a condurre la squadra alla salvezza, chiudendo tredicesima.

## Divise
La maglia della Salernitana 1964-1965.
| Casa |

## Organigramma societario
Fonte
Area direttiva
- Commissario straordinario: Michele Scozia, dal 01/10/1964 Michele Gagliardi
- Segretario: Bruno Somma

Area tecnica
- Allenatore: Rodolphe Hiden, dal 05/01/1965 Riccardo Carapellese, dal 06/04/1965 Rodolphe Hiden
- Allenatore in seconda: Mario Saracino
- Magazziniere: Pasquale Sammarco

Area sanitaria
- Medico Sociale: William Rossi
- Massaggiatore: Bruno Carmando

## Rosa
Fonte
| N. |                   | Ruolo | Calciatore        |
| -- | ----------------- | ----- | ----------------- |
|    | Italia (bandiera) | P     | Paolo Fabris      |
|    | Italia (bandiera) | P     | Giuseppe Rossi    |
|    | Italia (bandiera) | D     | Gianni Fermi      |
|    | Italia (bandiera) | D     | Giacomo Padovan   |
|    | Italia (bandiera) | D     | Gabriele Rambotti |
|    | Italia (bandiera) | D     | Silvano Scarnicci |
|    | Italia (bandiera) | C     | Aldo Cammarota    |
|    | Italia (bandiera) | C     | Francesco Casisa  |
|    | Italia (bandiera) | C     | Giovanni Grabesu  |
|    | Italia (bandiera) | C     | Felice Marano     |
|    | Italia (bandiera) | C     | Bruno Pinna       |

| N. |                   | Ruolo | Calciatore        |
| -- | ----------------- | ----- | ----------------- |
|    | Italia (bandiera) | C     | Pasquale Romano   |
|    | Italia (bandiera) | C     | Mario Rossi       |
|    | Italia (bandiera) | C     | Alvaro Sellani    |
|    | Italia (bandiera) | C     | Eliseo Vascotto   |
|    | Italia (bandiera) | C     | Mario Voltolina   |
|    | Italia (bandiera) | A     | Giuseppe Adduci   |
|    | Italia (bandiera) | A     | Brunello Cocciuti |
|    | Italia (bandiera) | A     | Fabio Enzo        |
|    | Italia (bandiera) | A     | Fulvio Fusco      |
|    | Italia (bandiera) | A     | Angelo Montenovo  |
|    | Italia (bandiera) | A     | Gennaro Rambone   |

## Risultati

### Serie C

#### Girone di andata
| Salerno 20 settembre 1964 1ª giornata | Salernitana | 0 – 0 referto | Trapani | Stadio Donato Vestuti |

| Salerno 27 settembre 1964 2ª giornata       | Salernitana | 1 – 0 referto | Akragas | Stadio Donato Vestuti |
| \| \| \| \| \| Fusco 13’ \| Marcatori \| \| |             |               |         |                       |
|                                             |             |               |         |                       |
| Fusco 13’                                   | Marcatori   |               |         |                       |

| San Benedetto del Tronto 4 ottobre 1964 3ª giornata | Sambenedettese | 0 – 0 referto | Salernitana | Stadio Comunale |

| Salerno 11 ottobre 1964 4ª giornata                                  | Salernitana | 2 – 1 referto | Chieti | Stadio Donato Vestuti |
| \| \| \| \| \| M. Rossi 7’ Fusco 83’ \| Marcatori \| 77’ Trapella \| |             |               |        |                       |
|                                                                      |             |               |        |                       |
| M. Rossi 7’ Fusco 83’                                                | Marcatori   | 77’ Trapella  |        |                       |

| Salerno 18 ottobre 1964 5ª giornata                      | Salernitana | 1 – 1 referto | Lecce | Stadio Donato Vestuti |
| \| \| \| \| \| Sellani 11’ \| Marcatori \| 9’ Sestini \| |             |               |       |                       |
|                                                          |             |               |       |                       |
| Sellani 11’                                              | Marcatori   | 9’ Sestini    |       |                       |

| Avellino 4 novembre 1964 6ª giornata | Avellino | 0 – 0 Recupero referto | Salernitana | Campo di Piazza d'Armi |

| Salerno 1º novembre 1964 7ª giornata                             | Salernitana | 2 – 0 referto | Marsala | Stadio Donato Vestuti |
| \| \| \| \| \| Rambotti 15’ (rig.) Marano 33’ \| Marcatori \| \| |             |               |         |                       |
|                                                                  |             |               |         |                       |
| Rambotti 15’ (rig.) Marano 33’                                   | Marcatori   |               |         |                       |

| Salerno 8 novembre 1964 8ª giornata | Salernitana | 0 – 0 referto | Siracusa | Stadio Donato Vestuti |

| Caserta 15 novembre 1964 9ª giornata                            | Casertana | 1 – 1 referto | Salernitana | Stadio Alberto Pinto |
| \| \| \| \| \| Bongiovanni 82’ \| Marcatori \| 90’ Scarnicci \| |           |               |             |                      |
|                                                                 |           |               |             |                      |
| Bongiovanni 82’                                                 | Marcatori | 90’ Scarnicci |             |                      |

| Pescara 22 novembre 1964 10ª giornata | Pescara | 0 – 0 referto | Salernitana | Stadio Adriatico |

| Salerno 29 novembre 1964 11ª giornata                     | Salernitana | 1 – 1 referto | Reggina | Stadio Donato Vestuti |
| \| \| \| \| \| Montenovo 4’ \| Marcatori \| 88’ Florio \| |             |               |         |                       |
|                                                           |             |               |         |                       |
| Montenovo 4’                                              | Marcatori   | 88’ Florio    |         |                       |

| L'Aquila 6 dicembre 1964 12ª giornata        | L'Aquila  | 1 – 0 referto | Salernitana | Stadio Tommaso Fattori |
| \| \| \| \| \| Pozzar 13’ \| Marcatori \| \| |           |               |             |                        |
|                                              |           |               |             |                        |
| Pozzar 13’                                   | Marcatori |               |             |                        |

| Salerno 13 dicembre 1964 13ª giornata         | Salernitana | 1 – 0 referto | Tevere Roma | Stadio Donato Vestuti |
| \| \| \| \| \| Rambone 20’ \| Marcatori \| \| |             |               |             |                       |
|                                               |             |               |             |                       |
| Rambone 20’                                   | Marcatori   |               |             |                       |

| Ascoli Piceno 20 dicembre 1964 14ª giornata | Del Duca Ascoli | 0 – 0 referto | Salernitana | Stadio Cino e Lillo Del Duca |

| Crotone 3 gennaio 1965 15ª giornata            | Crotone   | 1 – 0 referto | Salernitana | Stadio Ezio Scida |
| \| \| \| \| \| Fumagali 46’ \| Marcatori \| \| |           |               |             |                   |
|                                                |           |               |             |                   |
| Fumagali 46’                                   | Marcatori |               |             |                   |

| Salerno 10 gennaio 1965 16ª giornata                            | Salernitana | 1 – 1 referto | Taranto | Stadio Donato Vestuti |
| \| \| \| \| \| Rambone 75’ (rig.) \| Marcatori \| 37’ Oreste \| |             |               |         |                       |
|                                                                 |             |               |         |                       |
| Rambone 75’ (rig.)                                              | Marcatori   | 37’ Oreste    |         |                       |

| Cosenza 17 gennaio 1965 17ª giornata            | Cosenza   | 1 – 0 referto | Salernitana | Stadio San Vito |
| \| \| \| \| \| Marmiroli 81’ \| Marcatori \| \| |           |               |             |                 |
|                                                 |           |               |             |                 |
| Marmiroli 81’                                   | Marcatori |               |             |                 |

#### Girone di ritorno
| Trapani 24 gennaio 1965 18ª giornata                      | Trapani   | 1 – 1 referto | Salernitana | Stadio Polisportivo Provinciale |
| \| \| \| \| \| Cazzola 60’ \| Marcatori \| 14’ Rambone \| |           |               |             |                                 |
|                                                           |           |               |             |                                 |
| Cazzola 60’                                               | Marcatori | 14’ Rambone   |             |                                 |

| Agrigento 31 gennaio 1965 19ª giornata      | Akragas   | 1 – 0 referto | Salernitana | Stadio Esseneto |
| \| \| \| \| \| Regis 66’ \| Marcatori \| \| |           |               |             |                 |
|                                             |           |               |             |                 |
| Regis 66’                                   | Marcatori |               |             |                 |

| Salerno 7 febbraio 1965 20ª giornata                                      | Salernitana | 2 – 1 referto   | Sambenedettese | Stadio Donato Vestuti |
| \| \| \| \| \| Rambone 42’ (rig.), 74’ \| Marcatori \| 84’ Caposciutti \| |             |                 |                |                       |
|                                                                           |             |                 |                |                       |
| Rambone 42’ (rig.), 74’                                                   | Marcatori   | 84’ Caposciutti |                |                       |

| Chieti 14 febbraio 1965 21ª giornata                     | Chieti    | 2 – 0 referto | Salernitana | Stadio della Civitella |
| \| \| \| \| \| Orazi 65’ Spinelli 69’ \| Marcatori \| \| |           |               |             |                        |
|                                                          |           |               |             |                        |
| Orazi 65’ Spinelli 69’                                   | Marcatori |               |             |                        |

| Lecce 21 febbraio 1965 22ª giornata                        | Lecce     | 2 – 0 referto | Salernitana | Stadio Carlo Pranzo |
| \| \| \| \| \| Sestini 65’ Tribuzio 73’ \| Marcatori \| \| |           |               |             |                     |
|                                                            |           |               |             |                     |
| Sestini 65’ Tribuzio 73’                                   | Marcatori |               |             |                     |

| Salerno 28 febbraio 1965 23ª giornata       | Salernitana | 1 – 0 referto | Avellino | Stadio Donato Vestuti |
| \| \| \| \| \| Pinna 88’ \| Marcatori \| \| |             |               |          |                       |
|                                             |             |               |          |                       |
| Pinna 88’                                   | Marcatori   |               |          |                       |

| Marsala 7 marzo 1965 24ª giornata | Marsala | 0 – 0 referto | Salernitana | Stadio Antonino Lombardo Angotta |

| Siracusa 14 marzo 1965 25ª giornata                     | Siracusa  | 2 – 0 referto | Salernitana | Stadio Comunale |
| \| \| \| \| \| Tibaldo 65’ Testa 87’ \| Marcatori \| \| |           |               |             |                 |
|                                                         |           |               |             |                 |
| Tibaldo 65’ Testa 87’                                   | Marcatori |               |             |                 |

| Salerno 21 marzo 1965 26ª giornata                                  | Salernitana | 1 – 2 referto           | Casertana | Stadio Donato Vestuti |
| \| \| \| \| \| Pinna 25’ \| Marcatori \| 35’ Pacco 66’ Cavazzoni \| |             |                         |           |                       |
|                                                                     |             |                         |           |                       |
| Pinna 25’                                                           | Marcatori   | 35’ Pacco 66’ Cavazzoni |           |                       |

| Salerno 28 marzo 1965 27ª giornata | Salernitana | 0 – 0 referto | Pescara | Stadio Donato Vestuti |

| Reggio Calabria 4 aprile 1965 28ª giornata      | Reggina   | 1 – 0 referto | Salernitana | Stadio Comunale |
| \| \| \| \| \| Santonico 66’ \| Marcatori \| \| |           |               |             |                 |
|                                                 |           |               |             |                 |
| Santonico 66’                                   | Marcatori |               |             |                 |

| Salerno 11 aprile 1965 29ª giornata                                                                             | Salernitana | 3 – 2 referto                     | L'Aquila | Stadio Donato Vestuti |
| \| \| \| \| \| Voltolina 27’ Cocciuti 40’ (rig.) Pinna 63’ \| Marcatori \| 58’ Contestabile 77’ (rig.) Pesce \| |             |                                   |          |                       |
| |             |                                   |          |                       |
| Voltolina 27’ Cocciuti 40’ (rig.) Pinna 63’                                                                     | Marcatori   | 58’ Contestabile 77’ (rig.) Pesce |          |                       |

| Roma 19 aprile 1965 30ª giornata                              | Tevere Roma | 1 – 1 referto | Salernitana |  |
| \| \| \| \| \| Scichilone 75’ \| Marcatori \| 85’ Rambotti \| |             |               |             |  |
|                                                               |             |               |             |  |
| Scichilone 75’                                                | Marcatori   | 85’ Rambotti  |             |  |

| Salerno 25 aprile 1965 31ª giornata                                      | Salernitana | 1 – 2 referto            | Del Duca Ascoli | Stadio Donato Vestuti |
| \| \| \| \| \| Montenovo 44’ \| Marcatori \| 52’ Marcos 55’ Tommasoni \| |             |                          |                 |                       |
|                                                                          |             |                          |                 |                       |
| Montenovo 44’                                                            | Marcatori   | 52’ Marcos 55’ Tommasoni |                 |                       |

| Salerno 2 maggio 1965 32ª giornata                         | Salernitana | 1 – 1 referto | Crotone | Stadio Donato Vestuti |
| \| \| \| \| \| Rambotti 73’ \| Marcatori \| 11’ Galuppi \| |             |               |         |                       |
|                                                            |             |               |         |                       |
| Rambotti 73’                                               | Marcatori   | 11’ Galuppi   |         |                       |

| Taranto 9 maggio 1965 33ª giornata             | Taranto   | 1 – 0 referto | Salernitana | Stadio Valentino Mazzola |
| \| \| \| \| \| Mattioli 47’ \| Marcatori \| \| |           |               |             |                          |
|                                                |           |               |             |                          |
| Mattioli 47’                                   | Marcatori |               |             |                          |

| Salerno 16 maggio 1965 34ª giornata                                        | Salernitana | 4 – 0 referto | Cosenza | Stadio Donato Vestuti |
| \| \| \| \| \| Pinna 4’ Cocciuti 25’, 86’ Montenovo 34’ \| Marcatori \| \| |             |               |         |                       |
|                                                                            |             |               |         |                       |
| Pinna 4’ Cocciuti 25’, 86’ Montenovo 34’                                   | Marcatori   |               |         |                       |

## Statistiche

### Statistiche di squadra
| Competizione | Punti | In casa | In casa | In casa | In casa | In casa | In casa | In trasferta | In trasferta | In trasferta | In trasferta | In trasferta | In trasferta | Totale | Totale | Totale | Totale | Totale | Totale | DR |
| Competizione | Punti | G       | V       | N       | P       | Gf      | Gs      | G            | V            | N            | P            | Gf           | Gs           | G      | V      | N      | P      | Gf     | Gs     | DR |
| ------------ | ----- | ------- | ------- | ------- | ------- | ------- | ------- | ------------ | ------------ | ------------ | ------------ | ------------ | ------------ | ------ | ------ | ------ | ------ | ------ | ------ | -- |
| Serie C      | 31    | 17      | 8       | 7       | 2       | 22      | 12      | 17           | 0            | 8            | 9            | 3            | 15           | 34     | 8      | 15     | 11     | 25     | 27     | -2 |

### Andamento in campionato
| Giornata  | 1 | 2 | 3 | 4 | 5 | 6 | 7 | 8 | 9 | 10 | 11 | 12 | 13 | 14 | 15 | 16 | 17 | 18 | 19 | 20 | 21 | 22 | 23 | 24 | 25 | 26 | 27 | 28 | 29 | 30 | 31 | 32 | 33 | 34 |
| --------- | - | - | - | - | - | - | - | - | - | -- | -- | -- | -- | -- | -- | -- | -- | -- | -- | -- | -- | -- | -- | -- | -- | -- | -- | -- | -- | -- | -- | -- | -- | -- |
| Luogo     | C | C | T | C | C | T | C | C | T | T  | C  | T  | C  | T  | T  | C  | T  | T  | T  | C  | T  | T  | C  | T  | T  | C  | C  | T  | C  | T  | C  | C  | T  | C  |
| Risultato | N | V | N | V | N | N | V | N | N | N  | N  | P  | V  | N  | P  | N  | P  | N  | P  | V  | P  | P  | V  | N  | P  | P  | N  | P  | V  | N  | P  | N  | P  | V  |

Legenda:

Luogo: C = Casa; T = Trasferta. Risultato: V = Vittoria; N = Pareggio; P = Sconfitta.

### Statistiche dei giocatori
Fonte
| Giocatore    | Serie C  | Serie C | Serie C     | Serie C    |
| Giocatore    | Presenze | Reti    | Ammonizioni | Espulsioni |
| ------------ | -------- | ------- | ----------- | ---------- |
| G. Adducci   | 23       | 0       | ?           | ?          |
| A. Cammarota | 1        | 0       | ?           | ?          |
| F. Casisa    | 2        | 0       | ?           | ?          |
| B. Cocciuti  | 27       | 3       | ?           | ?          |
| F. Enzo      | 6        | 0       | ?           | ?          |
| P. Fabris    | 8        | -7      | ?           | ?          |
| G. Fermi     | 19       | 0       | ?           | ?          |
| F. Fusco     | 20       | 2       | ?           | ?          |
| G. Grabesu   | 1        | 0       | ?           | ?          |
| F. Marano    | 10       | 1       | ?           | ?          |
| A. Montenovo | 14       | 3       | ?           | ?          |
| G. Padovan   | 13       | 0       | ?           | ?          |
| B. Pina      | 25       | 4       | ?           | ?          |
| G. Rambotti  | 25       | 3-1     | ?           | ?          |
| G. Rambone   | 14       | 5       | ?           | ?          |
| P. Romano    | 1        | 0       | ?           | ?          |
| G. Rossi     | 26       | -19     | ?           | ?          |
| M. Rossi     | 21       | 1       | ?           | ?          |
| S. Scarnicci | 34       | 1       | ?           | ?          |
| A. Sellani   | 21       | 1       | ?           | ?          |
| E. Vascotto  | 32       | 0       | ?           | ?          |
| M. Voltolina | 31       | 1       | ?           | ?          |